# Kamenjak (Premuda)
Koordinati:   44°21′20″N, 14°34′50″E
Kamenjak je majhen nenaseljen otoček v Jadranskem morju, ki pripada Hrvaški.
Otoček, na katerem stoji svetilnik, leži pred vhodom v zaliv Nozdre na otoku Premuda in otočkom Lutrošnjak. Njegova površina meri 0,048 km². Dolžina obalnega pasu je 0,93 km. Najvišji vrh je visok 20 mnm. Iz pomorske karte je razvidno, da svetilnik oddaja svetlobni signal B Bl 5s. Nazivni domet (vidljivost) svetilnika je 7 milj.